# La Bouillabaisse (plage)
Pour les articles homonymes, voir Bouillabaisse.
La Bouillabaisse est une plage de sable fin qui s'étend au sud du golfe de Saint-Tropez, sur le littoral des communes de Gassin (pour sa partie sud-ouest) et Saint-Tropez (pour sa partie nord-est), dans le département du Var. La limite entre les deux communes y est située approximativement en son milieu, à l'embouchure du ruisseau des Mares qui traverse la plage, un modeste cours d'eau côtier. Elle doit son nom de Bouillabaisse à un autre cours d'eau local. 

## Description
Cette plage de sable fin fait partie du domaine public maritime français. Elle possède une partie publique et une partie privée à Saint-Tropez, cette commune ayant obtenu une concession de la part de la préfecture. Elle est exploitée par La Bouillabaisse-Plage.
Les eaux font l'objet d'une surveillance de la part de l'agence régionale de santé PACA, du département avec laboratoire départemental d'analyses et d'ingénierie du Var et de la Communauté de communes du golfe de Saint-Tropez.
En été, elle est surveillée du côté Saint-Tropez par des maîtres-nageurs sauveteurs.
Elle dispose d'un parking d'une quarantaine de places et des toilettes publiques.